# Rio Jelum
O rio Jelum (Jhelum; em hindi: झेलम; em sânscrito: वितस्ता; em urdu: جہلم; em panjabi: ਜਿਹਲਮ / جہلم; em caxemiriano: व्यथ / ویتھ), historicamente conhecido como Hidaspes (em grego clássico: Ὑδάσπης; romaniz.: Hydáspēs) ou Bidaspes pelos historiadores de Alexandre, o Grande, Vitasta no Rigueveda, Viete (Vyeth) no sânscrito, Biate (Bihat), Uiate (Wihat) e Biatabe pelos historiadores muçulmanos do início da expansão islâmica, Biata (Biyatta) e Jailam na Índia de Albiruni, é um rio do noroeste da Índia e do Paquistão, que nasce em Vernaz e tem 725 km de extensão. É um afluente do rio Chenab, que por sua vez é afluente do rio Indo. O Jelum também passa por Caxemira até o lago Wular, desaguando no golfo de Omã.

## Desenvolvimento
A situação apresentada pelo Paquistão se tornou uma crise política muito complicada, pois o Paquistão, país que faz fronteira com a Índia, depende consideravelmente do sistema hídrico do Jelum. A Índia tem uma posição estrategicamente vantajosa com relação ao controle do fluxo de água. O conflito na Caxemira se desenrola devido à população de origem islâmica almejar uma união com o Paquistão, à revelia do governo da Índia. O Paquistão apresenta um dilema para o mundo, por depender consideravelmente do Jelum, que ao contrário da Índia, todo o país depende totalmente do sistema hídrico do Jelum. Ao longo dos anos, o rio foi uma questão diretamente ligada a Caxemira. Líderes políticos e a elite militar do Paquistão, enfatizaram que se forem forçados a renunciar a sua reivindicação em Caxemira, significaria prescindir das fontes de Jelum e Chenab e ficarão a mercê da Índia para obter água, resultando na queda do PIB em 2%.
O governo paquistanês desenvolveu uma agenda de reforma para o setor de energia, que inclui o aproveitamento de seus ricos recursos hídricos para geração de energia renovável. Uma parte significativa desses recursos está localizada na bacia de Jelum-pooch. A IFC (International Finance Corporation) e os acionistas trabalharam para manter o equilíbrio entre a necessidade de fornecer eletricidade a milhões de pessoas e proteger os ecossistemas locais, incluindo estruturas sociais.

## História
Em 326 a.C. o Jelum (antigamente conhecido como Hidaspes) foi palco de uma das batalhas mais importantes do grande conquistador Alexandre, o Grande. Alexandre, após dias e dias de incursões, havia subjugado diversas tribos em combates ferozes, recebendo a rendição de alguns reis, como o rei de Taxila e outros. No entanto, o rei Poro, rei do reino de Paurava, se recusou a se tornar vassalo do rei da Macedônia. Em uma breve reunião entre Alexandre e Poros ficou claro que Poros não se renderia aos gregos, montando uma base com seus homens no outro lado do Hidaspes. Após Alexandre cruzar o rio com seus homens, travou-se a Batalha de Hidaspes. Alexandre comandava uma força de 47 000 homens, contra 54 000 de Poro, incluindo 200 elefantes de guerra (algo inédito para os gregos até então). Alexandre derrotou o rei Poros, que perdeu cerca de 12 mil homens. Alexandre permitiu que Poros se tornasse seu Sátrapa, governando Paurava, conforme solicitado a Alexandre. O cavalo de Alexandre, Bucéfalo, que acompanhara Alexandre durante todas as conquistas do rei, morreu após a batalha, devido à exaustão e aos ferimentos. Alexandre homenageou seu cavalo dando seu nome a uma cidade, que se chamou Bucéfala, próxima à Taxila, no Paquistão.

## Mitologia
O Hidaspes (Jelum) é mencionado em diversos textos literários devido a sua beleza e importância. Poetas como Nuno, mencionaram o Hidaspes em suas obras literárias como a Dionisíaca. Muitos poemas épicos também enaltecem a existência deste rio. A mitologia que envolve o Jelum apresenta uma importância cultural para os povos que habitavam a região de Punjab, sendo considerado um rio divino. Na obra de Nuno, Dionisíaca, o Hidaspes é mencionado como um Titã filho do deus Taumas (um deus marítimo) e de Electra (deusa que habitava as nuvens), sendo também irmão de íris (deusa do arco-íris) e harpias (ventos fortes).